# M7 (Granatwerfer)

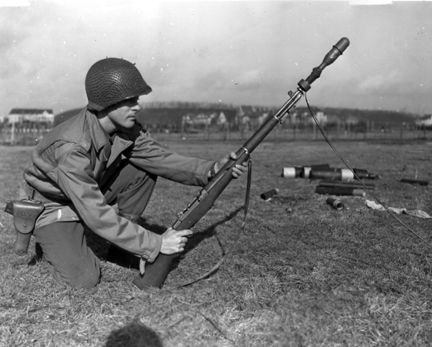
Ein Soldat übt mit dem M7-Granatwerfer und Übungsgranate

Der M7-Granatwerfer war ein Granatwerfer für das M1-Garand-Gewehr und 22-mm-Gewehrgranaten aus US-amerikanischer Produktion. Er wurde im Zweiten Weltkrieg sowie im Koreakrieg benutzt.
Der Granatwerfer wurde auf den Lauf aufgesteckt und eine Gewehrgranate aufgesetzt. Die beim Abfeuern einer speziellen Platzpatrone entstehenden Gase schleuderten dann die Granate bis zu 350 Meter weit.
Es gab Spreng-, panzerbrechende und Rauchgranaten für das M7.

## Entwicklung
Als die USA 1941 in den Zweiten Weltkrieg eintraten, wurden alle Einheiten mit der Handgranate Mk 2 ausgerüstet. Als Handgranate konnte diese naturgemäß nur etwa 30 Meter weit geworfen werden und war gegen gepanzerte Ziele wirkungslos. Um ihr Gewicht gering zu halten, musste eine kleine Ladung verwendet werden, so dass der Radius, in dem die Granate tödlich wirkte, nur rund fünfeinhalb Meter betrug.
Weiter entfernte Ziele konnten mit den Gewehrgranataufsätzen von Springfield M1903 und M1917 Enfield beschossen werden, aber beide Gewehrtypen sollten bis 1943 ausgemustert werden. Um weiterhin Gewehrgranaten verschießen zu können, wurde im United States Army Ordnance Department (vergleichbar mit dem Heereswaffenamt bzw. Amt für Wehrtechnik und Beschaffung) ein neuer Granatwerfer für das M1-Garand-Gewehr entwickelt, der als M7 bezeichnet wurde. Die daraus verschossenen Sprenggranaten hatten einen tödlichen Radius von 10 Metern. Herstellung und Einsatz begannen 1943.
Es gab auch weiterentwickelte Modelle, beispielsweise das M7A1 (Springfield Armory T95), gefertigt von Juli 1945 bis 1951.

## Details
Der M7-Granatwerfer ist röhrenförmig. Das eine Ende passt auf den Lauf, umschließt die Mündung und wird an der Bajonettaufnahme befestigt. Das andere Ende ist hohl und besitzt einen kleinen Bügel, der eine aufgesteckte Granate durch Reibung festhält.
Um eine Granate zu verschießen, wurde eine speziell für diesen Einsatz entwickelte leistungsfähigere Platzpatrone in das Gewehr eingelegt und eine Granate aufgesteckt. Die gewünschte Schussweite konnte variiert werden, indem die Granate unterschiedlich weit auf den dazu mit vertieften Markierungen ausgestatteten Werfer aufgesteckt wurde.
Durch den erheblich erhöhten Rückschlag im Vergleich zur normalen Patrone konnte die Gewehrgranate nicht normal, das heißt mit dem Kolben an der Schulter, abgefeuert werden. Das Abfeuern mit dem Kolben an der Schulter hätte dem Soldaten das Schlüsselbein gebrochen. Deshalb wurde der Kolben auf den Boden gestützt (siehe Foto) und die Granate indirekt auf den Feind abgeschossen, ähnlich einem Mörser.
Durch diese Form des Abschusses war es zwar einerseits möglich, auch Ziele zum Beispiel in Schützengraben zu bekämpfen, da die Granate in hohem Bogen auf ihr Ziel abgefeuert wurde; andererseits war ein direkter Beschuss beispielsweise in das Fenster eines Gebäudes hinein damit unmöglich.
Durch die aufwendige Vorbereitung (Granate aufsetzen, Magazin entnehmen, Spezialpatrone laden, (Schuss-)Winkel ermitteln) wurden die Soldaten verlangsamt, was insbesondere im Gefecht tödlich sein kann.
Andererseits wurde damit dem einfachen Soldaten praktisch ein eigener Mörser zur Verfügung gestellt, mit dem er gepanzerte Fahrzeuge zerstören und in Schützengräben schießen konnte; im Idealfall ohne sich dabei dem gegnerischen Feuer aussetzen zu müssen.
Die Schussweite hing neben der Aufstecktiefe auch von der Masse der Granate und dem Schusswinkel ab.
Da der Granatwerfer die Halbautomatik des Gewehrs unterband, um Schäden am Gewehr beim Granatschuss zu vermeiden, konnte es nicht normal abgefeuert werden, solange der M7 montiert war. Notfalls konnte es aber als Repetiergewehr genutzt werden.
Über einen Adapter konnten auch Handgranaten verschossen werden. Drei M7-Granatwerfer wurden jeder Rifle Squad zugeteilt.
Bei der Wehrmacht wurde der M7-Granatwerfer offiziell verzeichnet und auch als Beutewaffe unter der Bezeichnung Gewehr Granat Gerät 795 (a) genutzt.